# Selenophoma catananches
Selenophoma catananches är en svampart som beskrevs av Maire 1906. Selenophoma catananches ingår i släktet Selenophoma och familjen Dothioraceae.   Inga underarter finns listade i Catalogue of Life.